# Hunter Tyson
Hunter Tyson (ur. 13 czerwca 2000 w Monroe) – amerykański koszykarz, występujący na pozycjach niskiego lub silnego skrzydłowego, aktualnie zawodnik Denver Nuggets.
W 2023 reprezentował Denver Nuggets podczas rozgrywek letniej ligi NBA w Las Vegas.

## Osiągnięcia
Stan na 18 grudnia 2023, na podstawie, o ile nie zaznaczono inaczej.
NCAA
- Uczestnik rozgrywek:
  - turnieju NCAA (2021)
  - meczu gwiazd NCAA – Reese’s College All-Star Game (2023)
  - turnieju Portsmouth Invitational Tournament (2023)
- Laureat nagrody ACC Skip Prosser Student-Athlete of the Year (2023)
- Zaliczony do:
  - I składu:
    - College Sports Communicators Academic All-American (2023)
    - konferencji Atlantic Coast (ACC – 2023)
    - All-ACC Academic Team (2020–2023)
    - ACC Academic Honor Roll (2020–2023)

  - III składu Academic All-American (2023)
- Koszykarz tygodnia konferencji ACC (2.01.2023, 27.02.2023)
- Lider ACC w liczbie zbiórek z obronie (2023 – 281)

NBA
- Zaliczony do I składu letniej ligi NBA – 2023 NBA 2K24 Summer League

Reprezentacja
- Mistrz uniwersjady (2019)